# كلمة
الكلمة وهي للفظة الواحدة التي تتركب من بعض الحروف الهجائية، وتدل على معنى جزئى؛ والكلمة وحدة في اللغة وتتكون من واحد أو أكثر من حروف التي ترتبط معاً بشكل أو بآخر. ويمكن الجمع بين الكلمات لإنشاء جمل، بشروط وأحكام.

## صفات الكلمة
- النطق
- الدلالة على معنى
- الإفراد

## أنواع الكلمة
- اسم
- فعل
- حرف

## الكلمة من حيث العدد
- مفرد
- مثنى
- جمع

## حالات الكلمة
- فعل (ماضٍ، مضارع، أمر).
- اسم.
- نعت.
- حال.
- مفعول به، مفعول لأجله، مفعول مطلق.